# Гільча Перша
Гільча Пе́рша — село в Україні, у РІвненському районі Рівненської області. Населення становить 481 осіб. Наразі входить до складу Здовбицької сільської громади.

## Географія
Селом протікає річка Устя.

## Історія
У 1906 році село Здовбицької волості Острозького повіту Волинської губернії. Відстань від повітового міста 20 верст, від волості 7. Дворів 172, мешканців 1034.

## Населення
Згідно з переписом УРСР 1989 року чисельність наявного населення села становила 519 осіб, з яких 230 чоловіків та 289 жінок.
За переписом населення України 2001 року в селі мешкало 480 осіб. 100 % населення вказало своєю рідною мовою українську мову.